# Macrosolen cochinchinensis
Macrosolen cochinchinensis är en tvåhjärtbladig växtart som först beskrevs av João de Loureiro, och fick sitt nu gällande namn av Philippe Édouard van Tieghem. Macrosolen cochinchinensis ingår i släktet Macrosolen och familjen Loranthaceae. Inga underarter finns listade i Catalogue of Life.